# 约翰·安东尼·加内特·曼
约翰·安东尼·加内特·曼（英語：John Anthony Garnet Man，1941年5月15日—）是英国历史学家和旅行作家。他的特殊兴趣是中国、蒙古和书面传播史 。他特别喜欢将历史叙述与个人经历结合起来。

## 早年
他在牛津大学基布尔学院学习了德语和法语，之后在牛津大学攻读了两门研究生课程，在东方和非洲研究学院获得了科学史和哲学的文凭，并在1968年完成了蒙古语的学习。